# Bordsduk

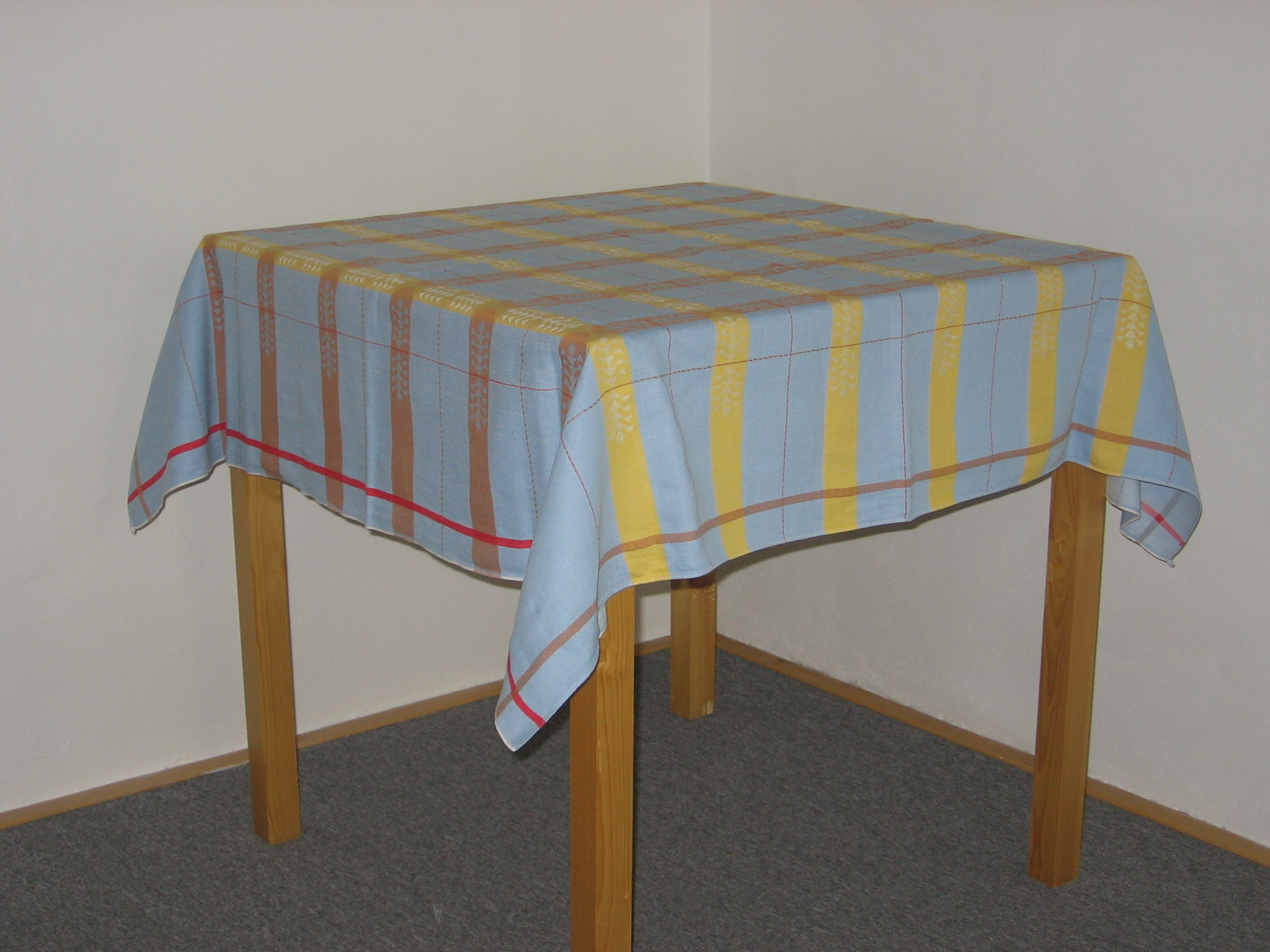
Bord med bordsduk.

En bordsduk (även bordduk eller bara duk) är ett stycke textil avsedd att i dekorativt eller skyddande syfte läggas på ett bord eller annan plan yta. Dukar är vanliga inredningstextilier i svenska hem. Duken är vanligen vävd (med eller utan broderier), virkad eller knypplad.
Bordsduken kan antingen vara så stor att den täcker hela bordet och hänger ner på sidorna, eller bara vara en mindre dekorativ duk som endast täcker en del av bordsskivan, exempelvis en löpare eller kattduk.

## Historik
Redan från 1400-talet kan målningar ge besked om att vid finare tillställningar försågs borden med flera lager av mönstrade dukar, vilka plockades bort mellan varje rätt och användes som servetter. I de högsta social skikten förekom istället handkläden för ändamålet, föregångarna till servetterna.  
Även över bordet och dess sällskap spändes dukar för att hindra nerfallen smuts att komma i maten (bordshimmel eller päll). Detta i en tid när man ännu inte börjat äta på egna tallrikar.
Traditionellt i Sverige är stora bordsdukar för fest gjorda i linne med vävt mönster med tillhörande servietter.